# 欧州の歌
欧州の歌（おうしゅうのうた）は、欧州評議会がヨーロッパ全体を象徴するものとして採択した楽曲。欧州連合、欧州評議会ともに「歓喜の歌」を欧州の歌としている。欧州の歌は1823年にルートヴィヒ・ヴァン・ベートーヴェンの交響曲第9番の最終楽章をもとに作られている。
この楽曲は賛歌であり、ヨーロッパ言語ではそのように表現されている（例えば英語: Anthem of Europe、European Anthem、フランス語: L'hymne européen、L'hymne de l'Europeなど）。

## 歴史

### 原曲
「歓喜に寄せて」(An die Freude) は、元は1785年にフリードリヒ・シラーがフリーメイソンの儀式のために書いた詩である。しかしその後シラーの友人が詩に曲をつけると瞬く間に酒宴の曲としてもてはやされるようになった。シラーの晩年、「歓喜に寄せて」は俗物的であるとしてさげずまれ、書かれた当時は「品がないもの」の典型例としてこき下ろされた。シラーの死後、「歓喜に寄せて」はルートヴィヒ・ヴァン・ベートーヴェンの交響曲第9番の合唱部に使われた。

### 採択

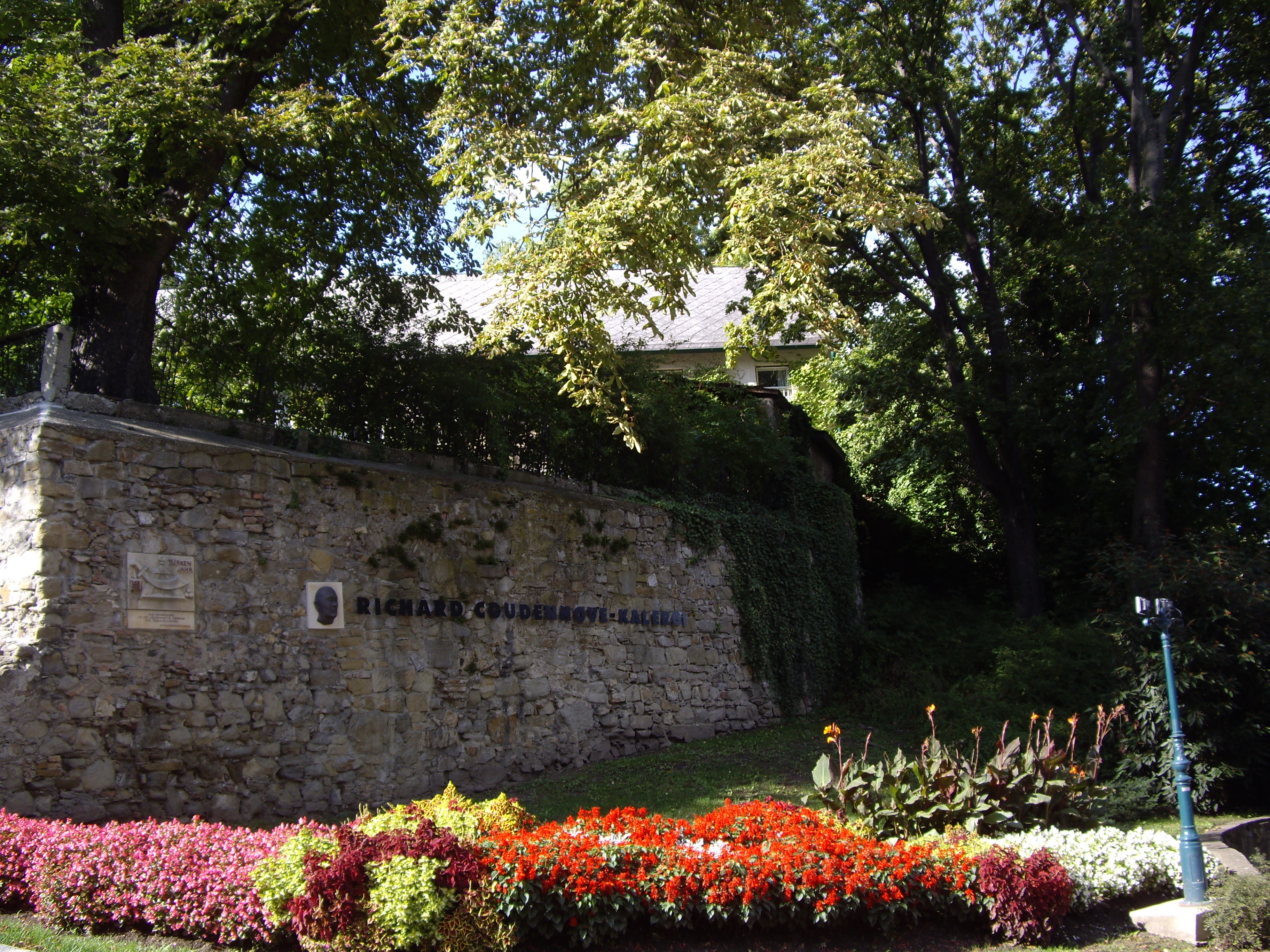
欧州の歌の提案者リヒャルト・クーデンホーフ＝カレルギー頭像。「ヨーロッパ広場クーデンホーフ＝カレルギー」（Europa-Platz Coudehove-Kalergi）。オーストリア・クロスターノイブルク。

1971年に欧州評議会の議員会議は、1955年にリヒャルト・N. "栄次郎" クーデンホーフ＝カレルギー伯爵が提言していた意見を取り上げ、ベートーヴェンの交響曲第9番から「歓喜の歌」への序曲を欧州の歌として採択するよう提案することを決定した。これを受けて閣僚委員会は1972年1月19日、ストラスブールにおいてルートヴィヒ・ヴァン・ベートーヴェンの交響曲第9番第4楽章「歓喜の歌」の前奏部分を欧州の歌とすることを公式に発表した。クーデンホーフ＝カレルギー伯爵は政敵のアドルフ・ヒトラー（ワグネリアン）が率いるナチスが躍進（ナチ党の権力掌握）し始めた1929年、既に「歓喜の歌」を欧州の讃歌として構想していた。第二次世界大戦中、淑女を守る紳士の理想を説く著書『自由と人生』（1937年）など、言論を用いてヒトラーと戦った伯爵は1972年7月27日に死去（自殺）し、翌日ヨーロッパではデヴィッド・ボウイがモット・ザ・フープルに提供したグラムロック時代の讃歌（ゲイの讃歌）「すべての若き野郎ども」がリリース日を迎え、この頃デヴィッド・ボウイは各地の公演でベートーヴェン「歓喜の歌」をオープニング曲にした。
指揮者ヘルベルト・フォン・カラヤンはピアノ独奏、吹奏楽、交響楽にそれぞれ編曲するよう依頼され、公式録音の演奏を指揮した。カラヤンは楽譜にこの曲に対する自らの思いを書き表しており、とくにテンポについては知られるところである。ベートーヴェンは二分音符 = 80 としたのに対して、カラヤンは四分音符 = 120 としたのである。
欧州の歌は1972年のヨーロッパ・デーにおいて大々的に告知された。1985年、欧州連合（当時は欧州共同体）の加盟国首脳は欧州の歌を共同体の歌とすることを採択した。この採択は加盟国の国歌と置き換えるものではなく、域内の多様性における統一を共有する価値観を称えるということが目的であった。欧州の歌は自由、平和、結束という統合されたヨーロッパの理想を表すものである。

### 近年のできごと
欧州憲法条約が発効していれば、欧州の歌は欧州旗などとともに欧州連合のシンボルとして基本条約上の正式な欧州連合の歌となるはずであったが、条約の批准が断念され、その代替となるリスボン条約ではシンボルについての規定が省かれている。ただしリスボン条約には宣言書が添付されており、そこには16の加盟国が公式に欧州連合のシンボルを認証することがうたわれている。これに対して欧州議会は公式の場など、欧州の歌を使用する機会を増やしていくことを決めている。2008年10月、欧州議会は選挙直後や本会議の開会において欧州の歌を演奏する議院規程を改定した。

## 使用
歓喜の歌は欧州評議会と欧州連合の歌であり、ほかのヨーロッパのシンボルとともにヨーロッパ全体を表すものとして演奏することが働きかけられている。
欧州の歌はヨーロッパ・デーや条約調印などの公式の場などにおいて演奏される。欧州議会は演奏の機会を増やそうと模索しており、議長ハンス＝ゲルト・ペテリングはイスラエルに訪問したさいに歓迎曲として演奏されて感動し、ヨーロッパにおいてももっと演奏されるべきだと話している。
2008年にはコソボが独立を宣言したさいに、欧州の歌を正式な独自のものを定めるまでの国歌として演奏し、セルビアからのコソボ独立に果たした欧州連合の役割に敬意を表した。

## 歌詞

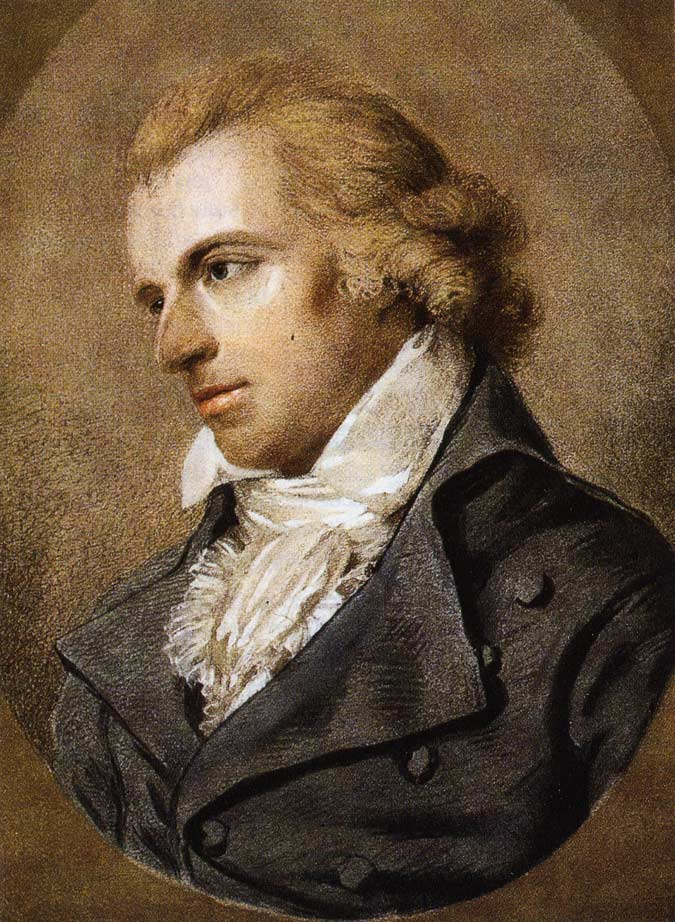
フリードリヒ・シラー

欧州連合では多くの言語が使われているため、欧州の歌は楽器だけで演奏されており、ベートーベンがメロディをつけたシラーのドイツ語の詩は欧州の歌の正式な歌詞とされていない。しかしながら曲が演奏されるさいには、このドイツ語の詩はコーラスで、あるいは一般の人びとが曲にあわせて歌われることがある。例えば2004年の欧州連合拡大時にドイツ・ポーランド国境において、式典を見物していた人が曲にあわせてドイツ語の歌詞を歌っていた。
その一方で原作やベートーヴェンが使用した詩をさまざまな言語に翻訳して欧州の歌の歌詞に使おうとする試みがなされた。近年ではオーストリアの作曲家ペーター・ローラントがかつて多くのヨーロッパ諸国でリングワ・フランカとして使われたラテン語に翻訳したものを欧州の歌の歌詞とすることを提案した。ローラントは2004年2月にウィーンで行われていた会合において、その歌詞を当時の欧州委員会委員長ロマーノ・プローディに手渡した。歌詞つきの欧州の歌は欧州連合の公式の場以外ではうたわれている。ラテン語の歌詞で歌われた事例としてはウィーン合唱団がア・カペラで歌ったものがある。

## 原詩・曲
Freude, schöner Götterfunken, 

Tochter aus Elysium! 

Wir betreten feuertrunken, 

Himmlische, Dein Heiligtum. 

Deine Zauber binden wieder, 

Was die Mode streng geteilt, 

Alle Menschen werden Brüder, 

Wo Dein sanfter Flügel weilt.

## ラテン語歌詞（非公式）
Hymnus Europae（欧州賛歌）
Est Europa nunc unita

et unita maneat;

una in diversitate

pacem mundi augeat.

Semper regant um Europa

fides et iustitia

et libertas populorum

in maione patria.

Cives floreat Europa,

opus magnum vocat vos.

Stellae signa sunt in caelo

aurae, quae ingant nos.
訳（一例）
今や欧州は一つとなりて

結ばれ永久（とわ）に続きたまえ

千々（ちぢ）なる我らが結びしは

四方（よも）の平和に与らん

欧州人民がための信仰、正義

そして自由よ

永遠に欧州を治めたまえ

この偉大なる故郷にて

欧州市民よ、欧州は栄えゆき

偉大なる務めが行く手にあらん

天空に輝く星々は

我らが統合の証なり